# Canistrum pickelii
Espèce
Synonymes
- Portea pickelii Andrade-Lima & L.B.Sm.

Canistrum pickelii est une espèce de plantes tropicales de la famille des Bromeliaceae, endémique du Brésil et décrite en 2002.

## Synonymes
- Portea pickelii Andrade-Lima & L.B.Sm.

## Distribution
L'espèce est endémique des États d'Alagoas et de Pernambouc au nord-est du Brésil.

## Description
L'espèce est épiphyte.